# 디즈니: 트위스티드원더랜드
디즈니: 트위스티드원더랜드 (ディズニー ツイステッドワンダーランド, Dizunī Tsuisuteddo Wandārando, 디즈니 츠이스텟도 완다란도) 은 일본의 모바일 게임 애니플렉스과 월트 디즈니 제판에서 제작 야나 토보소 흑집사의 창시자 원작의 기획과 메인 대본, 캐릭터 디자인을 담당하고 있으며, 다양한 프랜차이즈의 디즈니의 악당들에게서 영감을 받았다. 공식 영어 현지화 버전은 2022년 1월 20일 미국과 캐나다에서 출시되었다.

## 게임 플레이
디즈니: 트위스티드원더랜드의 장르는 "악당 (어드벤처 게임) 아카데미 모험"으로 설명된다. 수업, 스토리 및 테스트의 세 가지 주요 요소로 구성된 "기본 게임 플레이 시스템"이 있는 것으로 설명돠다.
디즈니: 트위스티드원더랜드은 Magic Gems의 게임 내 통화를 활용하여 플레이할 새로운 캐릭터를 얻을 수 있는 가챠 게임 모델을 운영한다. 획득한 캐릭터는 "레슨"에 참석하여 레벨을 올릴 수 있다. 플레이어는 테스트(매일 가능)를 통해 캐릭터의 힘을 테스트할 수 있으며, 또는 시험을 할 수 있다.(정기적으로 이용 가능) 플레이어는 자신의 캐릭터를 전투에 배치하여 팀의 힘에 따라 점수를 얻는다. 그런 다음 플레이어는 포인트 점수에 따라 등급을 획득하며 등급이 높을수록 더 높은 보상을 받는다.

## 등장인물과 성우

#### 하츠라뷸
- 리들 로즈하트 - CV 하나에 나츠키
- 에이스 트라폴라 - CV 야마시타 세이이치로
- 듀스 스페이드 - CV 코바야시 치아키
- 트레이 클로버 - CV 스즈키 료타
- 케이터 다이아몬드 - CV 코바야시 타츠유키

#### 사바나클로
- 레오나 킹스칼라 - CV 우메하라 유이치로
- 잭 하울 - CV 반 타이토
- 라기 부치 - CV 이치카와 아오이

#### 옥타비넬
- 아즐 아셴그로토 - CV 타마루 아츠시
- 제이드 리치 - CV 코마다 와타루
- 플로이드 리치 - CV 오카모토 노부히코

#### 스카라비아
- 카림 알아짐 - CV 후루타 카즈키
- 쟈밀 바이퍼 - CV 후타바 카나메

#### 폼피오레
- 빌 셴하이트 - CV 아이바 히로키
- 에펠 펠미에 - CV 츠치야 심바
- 루크 헌트 - CV 이토카와 요지로

#### 이그니하이드
- 이데아 슈라우드 - CV 우치야마 코우키
- 오르토 슈라우드 - CV 아오이 쇼타

#### 디아솜니아
- 말레우스 드라코니아 - CV 카토 카즈키
- 릴리아 반루즈 - CV 미도리카와 히카루
- 실버 - CV 시마자키 노부나가
- 세벡 지그볼트 - CV 이시야 하루키

#### 나이트 레이븐 칼리지 직원
- 디어 크로울리 - CV 미야모토 미츠루
- 그림 - CV 스기야마 노리아키
- 데이비스 크루웰 - CV 이토 켄토
- 모제스 트레인 - CV 코야마 리키야
- 에슈턴 바르가스 - CV 타케우치 료타
- 샘 - CV 키무라 스바루